# Concili di Arles
Arles (antica Arelate) nel sud della Gallia romana (attuale Francia) ha ospitato nei secoli diversi concili e sinodi indicati come Concilium Arelatense nella storia delle prime chiese cristiane.

## Concilio di Arles del 314
Il primo concilio di Arles (314) ebbe luogo un anno dopo l'editto di Milano, con il quale il cristianesimo divenne una religione legale. Questo concilio fu il primo indetto da Costantino I e il precursore del primo concilio di Nicea. Agostino d'Ippona lo chiamò concilio ecumenico. Da esso scaturirono i seguenti risultati:
- Gli obiettori di coscienza sarebbero stati scomunicati.[2][3]
- La Pasqua sarebbe stata celebrata lo stesso giorno in tutto il mondo, piuttosto che essere decisa da ogni singola chiesa locale.
- Il donatismo venne condannato come eresia e Donato di Case Nere fu scomunicato. Il concilio aveva preso le mosse da un appello dei donatisti a Costantino I contro la decisione del sinodo di Roma convocato da papa Milziade nel 313 in Laterano. L'appello si rivelò sfavorevole ai donatisti che poi divennero nemici delle autorità romane.
- Un canone contro la non residenza del clero.
- Un canone contro la partecipazione a corse di cavalli e combattimenti di gladiatori (da punire con scomunica).
- Un canone contro il ribattezzo degli eretici.
- I chierieri per i quali sarebbe stato dimostrato che avessero rinnegato i (libri sacri) sarebbero stati ridotti allo stato laicale, ma i loro atti ufficiali sarebbero stati considerati validi.
- L'ordinazione episcopale doveva richiedere la presenza di almeno tre vescovi.
- Emanazione di canoni e altre questioni di diverso genere.

## Concilio di Arles del 353
Indetto a sostegno dell'arianesimo. Ad esso presero parte due legati pontifici. I legati furono tentati a respingere la comunione con Atanasio di Alessandria e rifiutarono di condannare Ario, un atto che addolorò papa Liberio.

## Concilio di Arles del 435
Venne tenuto il giorno del primo gennaio del 435, per risolvere le differenze che erano sorte tra l'abate di Lerino e il vescovo di Fréjus. Si stabilirono chiari confini fra i poteri del Vescovo e quelli dell'Abate: al primo era concesso solo di ordinare chierici e ministri dell’altare, inviare l'olio per la cresima e confermare i neofiti mentre al secondo era lasciata la piena autorità sui monasteri

## Concilio di Arles del 443
Nel sinodo del 443, al quale parteciparono soltanto vescovi delle province vicine, vennero formulati 56 canoni, la maggior parte ripetizioni di quelli già vigenti. I neofiti vennero esclusi dagli ordini principali; gli uomini sposati che aspiravano al sacerdozio erano tenuti a promuovere una vita di continenza e fu proibito consacrare un vescovo senza l'assistenza di altri tre vescovi e il consenso del vescovo metropolitano.

## Concilio del 451
Si tenne dopo la chiusura del concilio di Calcedonia di quello stesso anno, e inviò l'adesione alla Epistola dogmatica di papa Leone I, scritta da Flaviano di Costantinopoli (vedi Eutiche).

## Concilio del 463
A proposito del conflitto intervenuto tra l'arcidiocesi di Vienne e Arles si tenne un concilio in quest'ultima città nel 463. Esso richiamò una famosa lettera di San Leone I. Venne presieduto dal vescovo Leonzio di Arles e ad esso parteciparono venti vescovi.

## Concilio del 475
Nel 475 (anche se alcuni studiosi propendono per il 480) venne indetto un nuovo concilio, al quale parteciparono trenta vescovi, nel quale vennero condannati gli insegnamenti sulla predestinazione del presbitero Lucidus.

## Concilio di Arles del 506
Esemplificò la stretta connessione tra la chiesa e dinastia dei Merovingi.

## Concilio di Arles del 524
Un concilio regionale vi si tenne nel 524, con la presenza di quattordici vescovi e quattro presbiteri. Il concilio fu presieduto da san Cesario d'Arles; i suoi canoni si occuparono principalmente del conferimento di ordini religiosi. Alcune opere di Cesario d'Arles vennero pubblicate in Sources Chrétiennes.

## Concili di Arles del 554 e 682
Quasi nulla si conosce di questi due concili.

## Concilio di Arles del 648/60
Fu probabilmente un concilio provinciale, nel quale doveva essere giudicato Teodoro di Arles.

## Concilio dell'813
Fu un concilio importante, convocato su richiesta di Carlo Magno, per la correzione degli abusi e il ristabilimento della disciplina ecclesiastica. I suoi decreti insisterono su una sufficiente educazione ecclesiastica di vescovi e sacerdoti, sul dovere di predicare frequentemente al popolo e di istruirlo nella fede cattolica, sull'obbligo dei genitori di istruire i propri figli, ecc.

## Concilio del 1034
Nel 1034 venne indetto un concilio da Arles per il ristabilimento della pace, il restauro della fede cristiana, il risveglio nel cuore del popolo di un senso di bontà divina e di una paura salutare dalla considerazione dei mali passati.

## Concili di Arles del 1234 e 1236
Il concilio del 1234 si oppose all'eresia albigese. Nel 1236 si tenne un ulteriore concilio sotto la presidenza di Jean Baussan, arcivescovo di Arles, che emanò ventiquattro canoni, principalmente contro l'eresia albigese prevalente e per l'osservanza dei decreti del quarto concilio lateranense del 1215 e di quello di Tolosa del 1229. I vescovi vennero esortati ad una stretta ispezione delle loro diocesi ponendo rimedio contro la diffusione dell'eresia; i testamenti vennero dichiarati invalidi se non fatti in presenza del parroco. Questa misura, incontrata in altri concili, aveva lo scopo di impedire le disposizioni testamentarie a favore di eretici noti.

## Concilio del 1251 (Avignone)
Nel 1251, Jean, arcivescovo di Arles, tenne un concilio vicino ad Avignone (Concilium Insculanum), e tra i tredici canoni emanati uno prevedeva che il padrino di battesimo era tenuto a dare solo l'abito bianco con cui il bambino era battezzato.

## Concili del 1260, 1263 e 1275
Nel 1260 venne indetto un concilio da Florentin, arcivescovo di Arles, il quale decretò che la cresima doveva essere ricevuta a digiuno e che nelle domeniche e nei giorni festivi i religiosi non avrebbero dovuto aprire le loro chiese ai fedeli né predicare all'ora della messa parrocchiale. I laici dovevano essere istruiti dai loro parroci. I religiosi avrebbero dovuto anche frequentare le messe parrocchiali per dare il buon esempio. Questo consiglio condannò anche le dottrine diffuse all'estero dai seguaci di Gioacchino da Fiore, un monaco e mistico del XII secolo. Egli fu ulteriormente condannato in un concilio del 1263.
Nel 1275, ventidue antichi precetti vennero emanati da un nuovo concilio di Arles.